# Tokyo FM Hall
Vous pouvez aider à l'améliorer ou bien discuter des problèmes sur sa page de discussion.
- Il ne cite pas suffisamment ses sources. Vous pouvez indiquer les passages à sourcer avec {{référence nécessaire}} ou {{Référence souhaitée}}, et inclure les références utiles en les liant aux notes de bas de page. (Marqué depuis avril 2024)
- Certaines informations devraient être mieux reliées aux sources mentionnées dans la bibliographie ou les liens externes. Améliorez sa vérifiabilité en les associant par des références. (Marqué depuis avril 2024)
- Il est orphelin : moins de trois articles lui sont liés. Aidez à ajouter des liens en plaçant le code [[Tokyo FM Hall]] dans les articles relatifs au sujet. (Marqué depuis décembre 2021)

- Archive Wikiwix
- Bing
- Cairn
- DuckDuckGo
- E. Universalis
- Gallica
- Google
- G. Books
- G. News
- G. Scholar
- Persée
- Qwant
- (zh) Baidu
- (ru) Yandex
- (wd) trouver des œuvres sur Wikidata

Tokyo FM Hall est une salle polyvalente située dans le FM Center Building à Kōjimachi, arrondissement de Chiyoda, à Tōkyō.

## Aperçu

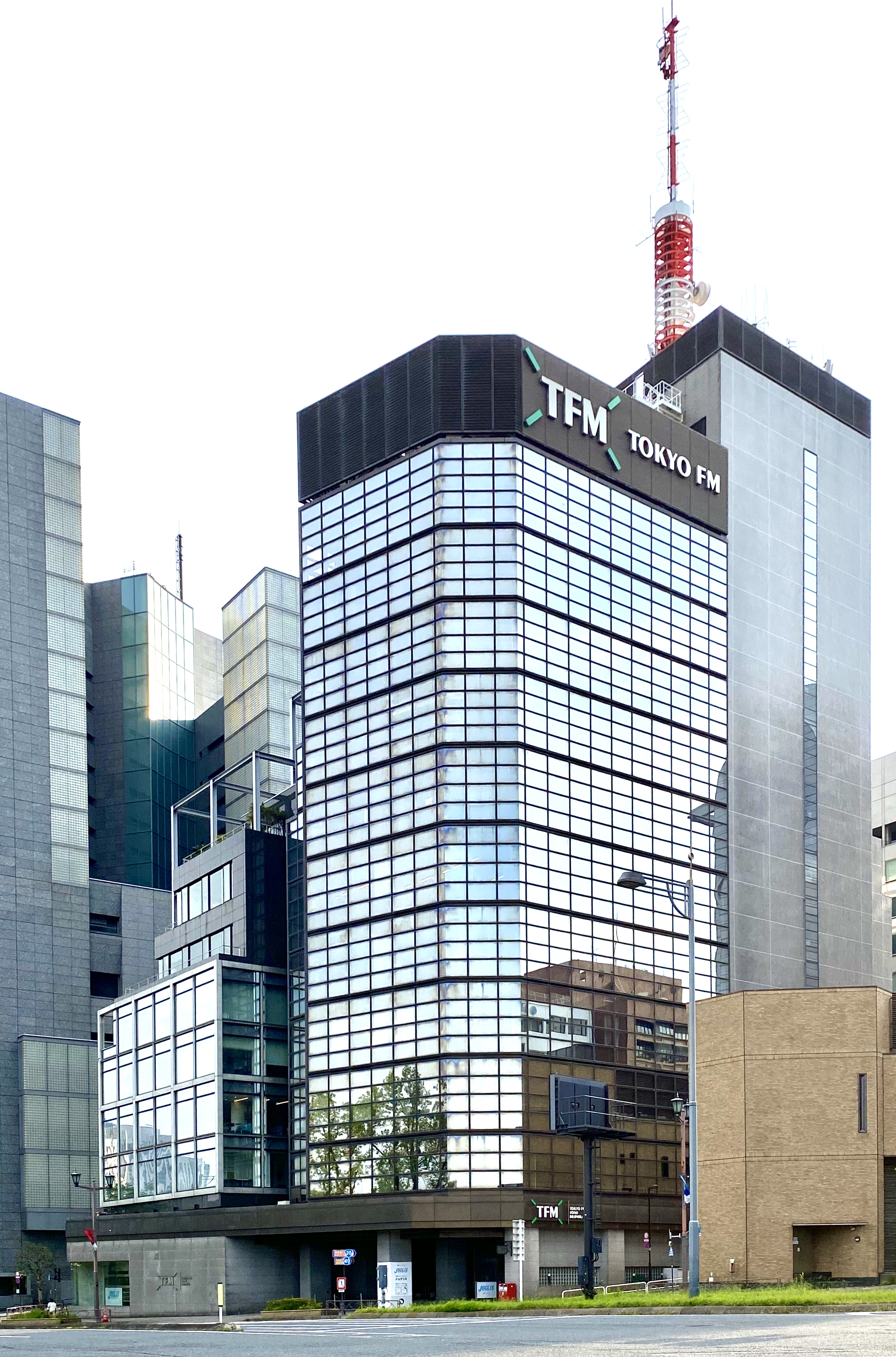
Le bâtiment Tokyo-FM Center en 2020.

Il s'agit d'une salle polyvalente qui a ouvert ses portes le 23 novembre 1985 dans le bâtiment FM Center à la suite du déménagement du siège social de FM Tokyo Co., Ltd. Au moment de l'ouverture, la salle s'appelait « FM Tokyo Hall », mais le 1er octobre 1990, l'entreprise FM Tokyo a changé son surnom en Tokyo FM, et le nom de la salle a été changé pour l'actuel Tokyo FM Hall.
Pour célébrer le déménagement du nouvel immeuble de bureaux de FM Tokyo, Sadao '85, une émission spéciale d'ouverture de la salle a été diffusée le 23 novembre 1995, en direct devant un public, avec Sadao Watanabe en DJ.
La salle a une structure pouvant s'adapter à divers usages, et un nombre de sièges variable qui peut aller jusqu'à 308 places assises selon les configurations. Puisqu'elle est exploitée par Tokyo FM, la salle est souvent utilisée pour l'enregistrement public de programmes diffusés sur les stations affiliées au réseau JFN, mais aussi par d'autres sociétés du même secteur comme les émissions « Idol Generation » de Radio Nikkei et « Ami Kikuchi no 1ami9 ! » (et les événements concerts associés « 1ami9LIVE! ») de Radio Japan. Des concerts (notamment événements anniversaires des membres de l'agence Hello!Project), des comédies musicales et des grandes conférences y ont lieu. Par ailleurs, elle sert de salle d'entraînement pour la chorale masculine Tokyo FM Shōnen Gasshōdan. Dans le passé, elle a été utilisée comme studio pour des programmes télévisés, comme pour les qualifications de Tokyo pour le Grand Prix R-1 et l'enregistrement public de « Folk Days» diffusé sur Fuji TV NEXT.

## Adresse
1-7 Kōjimachi, Chiyoda-ku, Tokyo FM Center Building 2e étage

## Accès
- A 6 minutes à pied de la sortie 1 de la station Kōjimachi sur la ligne Yurakuchō du métro de Tokyo.
- A 3 minutes à pied de la sortie 2 de la station Hanzōmon sur la ligne Hanzōmon du métro de Tokyo.

La salle est située le long de l'avenue Uchibori, en face de la porte des jardins du palais impérial Hanzōmon.